# Statsforvaltningen
Statsforvaltningen (deutsch Staatsverwaltung) war die staatliche Zentralverwaltung Dänemarks vom 1. Juli 2013 bis zum 31. März 2019, zuständig für öffentliche Serviceleistungen v. a. im sozialen und rechtlichen Bereich. Sie war dem Sozial- und Innenministerium untergeordnet und beschäftigte etwa 480 Mitarbeiter. Die Staatsverwaltung führte nach Maßgabe der Gesetze die Kommunalaufsicht.
Statsforvaltningen bildete nur den kleineren Teil der staatlichen Verwaltung auf Reichsebene, die Hauptstruktur bilden die Ministerien und die ihnen untergeordneten Fachbehörden.
Die Behörde wurde von einer Direktorin geleitet. Darunter rangierten ein Stellvertretender Direktor und vier Abteilungsleiter für Finanzen, Verwaltung und IT, Projektentwicklung sowie Personal.

## Entwicklung
Die Behörde ersetzte 2013 fünf regionale Staatsverwaltungen, im Zuständigkeitsbereich deckungsgleich mit den dänischen Regionen. Diese regionalen Behörden waren in Verbindung mit der Kommunalreform 2007 geschaffen worden.
Statsforvaltningen wurde bereits zum 1. April 2019 aufgelöst. Familienrechtliche Aufgaben übernimmt das neu geschaffene Familieretshuset. Die Kommunalaufsicht liegt nun bei Ankestyrelsen. Ausländerrechtliche Angelegenheiten bearbeitet nun Styrelsen for International Rekruttering og Integration (SIRI).

## Aufgaben

### Familienrecht
- Trennung von Ehepartnern und Scheidung
- Unterhalt (børnebidrag, ægtefællebidrag)
- Sorgerecht
- Vaterschaft
- Adoption
- Betreuung, Fürsorge (værgemål)
- Aufsicht über Mündelgeld
- Aufsicht über Betriebe Unmündiger

### Ausländerrecht
- Aufenthaltsnachweis für EU-Bürger
- Aufenthaltstitel für ausländische Adoptivkinder
- Einbürgerung von Staatsangehörigen aus den nordischen Nachbarländern

### Gesundheitswesen
- Sekretariat für den Beschwerdeausschuss Psychiatrie (Det psykiatriske Patientklagenævn)
- Entscheidung über Entzug des Sorgerechts
- Künstliche Befruchtung

### Dänische Volkskirche
Der Direktor und der Vizedirektor der Staatsverwaltung bekleideten zugleich das Amt des Stiftamtmand. Stiftamtmand und Bischof bilden als Doppelspitze die Bistumsbehörde (stiftsøvrighed). Gemeinschaftlich beaufsichtigen sie Verwaltungs-, Personal- und Finanzangelegenheiten des Bistums; der Stiftamtmand berät außerdem Propsteien und Gemeinden in juristischen, finanziellen und technischen Fragen. Jedoch ist er nicht für religiöse Fragen und die Pastoren zuständig.
Der Direktor konnte seine Kompetenz für einzelne Bistümer an leitende Mitarbeiter der Staatsverwaltung (mindestens Kontorchef) delegieren und dabei den Titel Stiftamtmand verleihen. 2013 war Vizedirektor Torben Sørensen (Afdeling Ringkøbing) in den Bistümern Aarhus und Ripen installiert, Helle Haxgart in den anderen acht Bistümern.

### Aufsicht
- Kommunalaufsicht über Kommunen und Regionen, ergänzend zur Fachaufsicht der Ministerien.
- Der Innenminister kann die Staatsverwaltung anweisen, kommunales Verwaltungshandeln in konkreten Fällen zu prüfen.

### Sonstige Aufgaben
- Beschwerdestelle bzgl. kommunaler Baugenehmigungen
- Unkostenerstattung in Verbindung mit Zaunaufsicht (hegnssynet) und Grenzfeststellung (skelforretninger)
- Sekretariat für Stadterneuerungsausschüsse (byfornyelsesnævnet)
- Kontrolle von Anmeldungen von Parlamentskandidaturen und Anfertigung der Wahllisten zur Folketingswahl
- Namen und Namensänderung
- Berufungsinstanz in Fällen von Strandung und Strandgut

## Zweigstellen
Die insgesamt neun Niederlassungen sollen bürgernahe Dienstleistungen ermöglichen. An einigen Standorten werden nur ausgewählte Sachgebiete bearbeitet. In der Regel können Bürger entscheiden, wo sie, falls nötig, Besuchstermine vereinbaren.
| Zweigstelle                     | Adresse                         | Ort                   | Region             |
| ------------------------------- | ------------------------------- | --------------------- | ------------------ |
| Afdeling Aabenraa (Hauptstelle) | Storetorv 10                    | 6200 Aabenraa         | Region Syddanmark  |
| Afdeling København              | Borups Allé 177                 | 2400 Kopenhagen NV    | Region Hovedstaden |
| Afdeling Rønne                  | Østre Ringvej 1                 | 3700 Rønne            | Region Hovedstaden |
| Afdeling Ringsted               | Nørregade 2                     | 4100 Ringsted         | Region Sjælland    |
| Afdeling Nykøbing F.            | Dronningensgade 30              | 4800 Nykøbing Falster | Region Sjælland    |
| Afdeling Odense                 | Mogensensvej 24 C, 1.           | 5000 Odense C         | Region Syddanmark  |
| Afdeling Ringkøbing             | Østergade 41                    | 6950 Ringkøbing       | Region Midtjylland |
| Afdeling Aarhus                 | Lyseng Allé 1                   | 8270 Højbjerg         | Region Midtjylland |
| Afdeling Aalborg                | Aalborghus Slot, Slotspladsen 1 | 9000 Aalborg          | Region Nordjylland |